# Anastasius av Persien
Anastasius av Persien, född i Rey, död 22 januari 628, var en ursprungligen zoroastrisk soldat som konverterade till kristendomen och led martyrdöden. 
Anastasius var soldat i Khusrov II:s armé, men blev kristen. Den 22 januari 628 blev han tillsammans med sjuttio andra kristna strypt och halshuggen.

### Webbkällor
- ”St. Anastasius”. Catholic Encyclopedia. New Advent. http://www.newadvent.org/cathen/01455c.htm. Läst 1 november 2017.
- ”Sant'Anastasio (Magundat), martire in Persia”. Santi e Beati. http://www.santiebeati.it/dettaglio/90520. Läst 1 november 2017.